# Nicky Bomba
 (juillet 2009).
Si vous disposez d'ouvrages ou d'articles de référence ou si vous connaissez des sites web de qualité traitant du thème abordé ici, merci de compléter l'article en donnant les références utiles à sa vérifiabilité et en les liant à la section « Notes et références ».
Nicholas Caruana alias  Nicky Bomba, né le 7 septembre 1963 à Malte, est un multi-instrumentiste et chanteur australien.
Il est le leader du groupe Bomba au sein duquel il occupe la place de batteur ; il est aussi connu pour être le percussionniste du John Butler Trio, pour certains albums studio et en concert. Il fait aussi une carrière solo en tant que chanteur et guitariste.